# Kanavanahalli, Hassan
Kanavanahalli là một làng thuộc tehsil Hassan, huyện Hassan, bang Karnataka, Ấn Độ.